# Zostérops de Principé
Zosterops leucophaeus
Espèce
Synonymes
- Speirops leucophaeus

Statut de conservation UICN

 LC  : Préoccupation mineure
Le Zostérops de Principé (Zosterops leucophaeus anciennement Speirops leucophaeus et Speirops leucophoeus) est une espèce de passereaux de la famille des Zosteropidae.

## Répartition
Cette espèce est endémique de l'île de Principe (Sao Tomé-et-Principe) dans le golfe de Guinée, dans les aires forestières.